# Île Bernard
Der Île Bernard ist ein Küstenfluss in Frankreich, der im Département Vendée in der Region Pays de la Loire verläuft. Er entspringt unter dem Namen Ruisseau de la Guignardière im Gemeindegebiet von Avrillé und entwässert generell in südwestlicher Richtung. Beim namengebenden Ort L’Île Bernard erreicht der Fluss ein von Sumpf- und Salzwiesen geprägtes Gebiet, das fallweise vom Meerwasser geflutet wird. Bereits im Mittelalter wurden Maßnahmen zur Entwässerung getroffen, um Raum für die landwirtschaftliche Nutzung zu erhalten. Hier wird auch Meersalz gewonnen und Fisch- und Austernzucht betrieben. Nach insgesamt rund 15 Kilometern beendet er seinen Lauf in einem unstrukturierten Marschland, dessen Wasser vom Ästuar Peyré zum Atlantischen Ozean abgeleitet wird.

## Orte am Fluss
(Reihenfolge in Fließrichtung)
- Les Châtaigneraies, Gemeinde Avrillé
- Les Rablais, Gemeinde Saint-Hilaire-la-Forêt
- L’Île Bernard, Gemeinde Talmont-Saint-Hilaire
- La Vinière, Gemeinde Talmont-Saint-Hilaire

## Sehenswürdigkeiten
- Schloss La Guignardière aus dem 16. Jahrhundert am Flussufer – Monument historique[4]
- Steinreihe La Petite Pierre, Steinreihe aus der Jungsteinzeit am Flussufer – Monument historique[5]
- Pierre Branlante, Menhir aus der Jungsteinzeit am Flussufer – Monument historique[6]